# King Jack
King Jack é um filme independente de drama e aventura dos Estados Unidos escrito e dirigido por Felix Thompson. Foi lançado em 2015 no TriBeCa Film Festival.

## Sinopse
Jack, um garoto de quinze anos de idade conhece seu primo introvertido enquanto enfrenta um valentão.

## Elenco
- Charlie Plummer .... Jack[4]
- Cory Nichols .... Ben
- Christian Madsen .... Tom
- Daniel Flaherty .... Shane
- Erin Davie .... Karen
- Chloe Levine .... Holly
- Yainis Ynoa .... Harriet
- Melvin Mogoli .... Beavan
- Keith Leonard .... policial Pete

## Recepção
No site agregador de críticas Rotten Tomatoes, 94% das 35 resenhas dos críticos são positivas. O consenso do site diz: "Contundente e honesto, mas sensível, King Jack é um drama de amadurecimento incomumente comovente e um poderoso cartão de visita para o roteirista e diretor Felix Thompson."
O Metacritic, que usa uma média ponderada, atribuiu ao filme uma pontuação de 72 em 100, baseado em 17 críticos, indicando críticas "geralmente favoráveis".
No Los Angeles Times, Michael Rechtshaffen disse que "graças a uma atuação principal fortemente enraizada de Charlie Plummer como um garoto de uma cidade pequena de 15 anos que está a caminho de uma temporada na detenção juvenil, 'King Jack' atinge um acorde ressonante." No IndieWire, David Ehrlich disse que "o primeiro filme do roteirista e diretor Felix Thompson é uma estreia sensível e controlada que chega a 76 minutos e não perde um único deles."